# Dory Funk
Dorrance Wilhelm "Dory" Funk (4 de mayo de 1919 – 3 de junio de 1973). Fue un luchador profesional estadounidense, es el padre de los luchadores Dory Funk y Terry Funk.

## Carrera
Funk fue a una escuela secundaria en el estado de Indiana, y fue campeón amateur de lucha libre durante tres años, así como a una Universidad Estatal de Indiana donde fue campeón de la Unión Atlética Amateur en un año.
Comenzó su carrera como luchador profesional después de servir en la Marina. Y ya en la Segunda Guerra Mundial comenzando en el suroeste de los Estados Unidos. Él luchó principalmente en los territorios de Texas y los territorios de los Estados centroamericanos durante su carrera.
Después de su retiro se convirtió en un promotor con Doc Sarpolis en Amarillo,  Texas donde llevó una escena de lucha próspera que produjo muchas estrellas, incluyendo a sus hijos Dory Funk y Terry Funk, así como Hansen Stan, Ted DiBiase, Tito Santana, Jumbo Tsuruta y Genichiro Tenryu

## Campeonatos y logros
- Championship Wrestling from Florida

- NWA Florida Southern Tag Team Championship (1 vez) - con Jose Lothario

- NWA All-Star Wrestling

- NWA Pacific Coast Tag Team Championship (Vancouver version) (2 veces) - con Lou Thesz (1) y Pancho Pico (1)

- NWA Western States Sports

- NWA Brass Knuckles Championship (Amarillo version) (2 veces)
- NWA North American Heavyweight Championship (Amarillo version) (17 veces)
- NWA North American Tag Team Championship (Amarillo version) (7 veces) - con Bob Geigel (1), Dick Hutton (1) y Ricky Romero (5)
- NWA Southwest Tag Team Championship (4 veces) - con Cowboy Carlos (2) y Bob Geigel (2)
- NWA Western States Heavyweight Championship (1 vez])
- NWA World Junior Heavyweight Championship (1 vez)

- Wrestling Observer Newsletter awards

- Wrestling Observer Newsletter Hall of Fame (Class of 1996)

- WWE
  - WWE Hall of Fame (2025)